# Phaeocedus parvus
Phaeocedus parvus är en spindelart som beskrevs av O. Pickard-Cambridge 1905. Phaeocedus parvus ingår i släktet Phaeocedus och familjen plattbuksspindlar. Inga underarter finns listade i Catalogue of Life.